# Klægsbøl Kirke
Klægsbøl Kirke er en kirke beliggende på en høj mellem landsbyerne Klægsbøl og Bosbøl i Kær Herred syd for den nuværende dansk-tyske grænse i den nordtyske delstat Slesvig-Holsten. Kirken er viet til Sankt Nikolaus. Klægsbøl Kirke er sognekirke i Klægsbøl Sogn.
Kirken nævnes første gang i dokumenterne i 1240. Kor og skib er opført omkring 1200 af mursten. Den afløste en ældre kirke, som synes at være oversvømmet. Kirken har ikke hvælvinger. Mellem våbenhuset og skibet ses en spidsbuet portal, som måske stammer fra en senere udvidelse mod vest. Ved kirkens sydmur er to højvandsmærker fra 1532 og 1634 (Anden store manddrukning). I 1699 opførtes tårnet, som ved den seneste restaurering i 1967 blev omdannet til vestindgang. Over indgangen er indsat et glasmaleri, som viser den tronende Kristus. Glasmaleriet spejler sig i den dobbelte glasdør mellem forhallen og skibet, hvorved den nyeste kunst bindes sammen med det gamle kirkerum. Af interiøret kan nævnes granitdøbefonten fra kirkens opførelsestiden i 1200-tallet med cylindrisk kumme og firkantet fod. Døbefontens himmel er fra 1619. Prædikestolen i renæssancestilen er udført af Hinrik Ringerink i 1618. I stolens felter ses apostle og scener fra Jesus liv. Alteret med træskærerarbejder er indviet 1621. I alterets fire kvadratiske felter ses scener fra passionen, gethsemane, tiskningen og korsbæringen. I midterfeltet ses nadveren. Den nuværende altertavle har afløst en gotisk fløjaltertavle fra begyndelsen af 1400-tallet med flere bibelske figurer, af disse er bevaret 12 apostle og en Kristus-figur, som nu er opsat ved nordvæggen.
Kirkesproget i sognet var i årene før 1864 blandet dansk-tysk. Klægesbøl og Brarup danner nu en fælles menighed under den lutherske nordtyske kirke.